# Иван Несторов (остров)
Остров Иван Несторов е скалист остров с дължина 374 м по направление югоизток-северозапад и ширина 120 м, с повърхност от 3 ха. Разположен е край североизточния бряг на остров Коронейшън в Южните Оркнейски острови, Антарктика.
Разположен е 540 м югоизточно от върха на нос Бенет и 140 м североизточно от неговата най-близка точка, и 3 км северозападно от нос Рейнър. Районът е посещаван от ловци на тюлени още през 19 век. Първото картографиране е извършено от британци през 1963 г.

## Етимология
Носи името на капитан Иван Асенов Несторов (1942 – 2001), който през 1985 г. съставя доклад за риболова в Югозападния Атлантик (включително районите на Южна Джорджия и Южни Оркнейски острови) по поръчка на ръководството на дружеството „Океански риболов – Бургас“ въз основа на опита си, натрупан по време на командването на риболовния траулер „Аргонавт“ и по съветски и полски данни. Българските риболовци, наред със съветските, полските и източногерманските, са пионерите на съвременната антарктическа риболовна индустрия. Името е обявено с Указ № 268 от 21 ноември 2019 г. на президента.